# Christiane Fröhlich
Christiane Fröhlich (* 1977) ist eine deutsche Friedens- und Konfliktforscherin, die zu Klima, Krieg, Migration und Flucht im Nahen Osten arbeitet. Sie ist Senior Research Fellow am German Institute for Global and Area Studies (GIGA) in Hamburg.

## Forschung
Fröhlich forscht zu Flucht und Migration im Kontext von politischen und ökologischen Krisen. Ihr regionaler Schwerpunkt liegt auf dem Nahen Osten, insbesondere Israel/Palästina, Jordanien, Syrien und Libanon. Sie arbeitet auch inter- und trans-regional vergleichend.
Ein zentrales Thema ihrer Forschung ist Migrationssteuerung durch staatliche und nicht-staatliche Akteure sowie die Frage, inwieweit Migrationssteuerung eine Strategie politischer Kontrolle sein kann. Sie hat sich außerdem ausführlich mit gewaltsamen Konflikten um natürliche Ressourcen, insbesondere Wasser und Land, befasst, und auch das Friedenspotenzial von natürlichen Ressourcen untersucht. Zudem hat sie sich intensiv mit der Frage auseinandergesetzt, ob eine „Jahrhundertdürre“ zwischen 2005 und 2008 in Syrien eine Art „unerzählter Vorgeschichte“ für den syrischen Aufstand 2011 und den darauffolgenden blutigen Bürgerkrieg gewesen sein könnte. Fröhlich führt ferner transdisziplinäre Forschung mit diversen Akteuren durch.
Ein wichtiger Bestandteil ihrer überwiegend qualitativen, theoriebildenden Arbeit ist außerdem die Auseinandersetzung mit Forschungsethik; hier hat sie mit Ulrike Krause und Franzisca Zanker zusammen die 2024 veröffentlichten Ethikleitlinien des Netzwerks Fluchtforschung verfasst.

## Werdegang
Während ihrer Promotion an der Philipps-Universität Marburg war sie als wissenschaftliche Referentin für Friedensforschung an der Forschungsstätte der ev. Studiengemeinschaft (FeSt e.V.) in Heidelberg tätig. Sie wurde 2009 in Friedens- und Konfliktforschung promoviert mit einer Dissertation über den israelisch-palästinensischen Wasserkonflikt. Von 2009 bis 2011 war sie Mitherausgeberin des deutschen Friedensgutachtens. 2012–2014 war sie Postdoc am Institut für Friedensforschung und Sicherheitspolitik an der Universität Hamburg. 2015–2016 vertrat sie die Professur für Internationale Sicherheitspolitik und Konfliktforschung an der Helmut Schmidt Universität – Universität der Bundeswehr in Hamburg und war anschließend Mercator-IPC Fellow am Istanbul Policy Center der Sabancı Universität in Istanbul. 2017 war sie Postdoc am Exzellenzcluster „Climate System Analysis and Prediction“ (CliSaP) an der Universität Hamburg.
Seit 2018 ist Fröhlich Senior Research Fellow am German Institute for Global and Area Studies (GIGA) in Hamburg. Dort leitet sie das Forschungsteam „Institutionen für nachhaltigen Frieden“. Sie ist außerdem seit 2022 erste Vorsitzende des Netzwerks Fluchtforschung, und seit 2018 Mitglied des Netzwerksvorstands.

## Veröffentlichungen (Auswahl)
- Fröhlich, Christiane. 2023. Migration as Crisis? German Migration Discourse at Critical Points of Nation-Building. The American Behavioral Scientist, Online First. https://doi.org/10.1177/00027642231182886 [open access]
- Müller-Funk, Lea/Fröhlich, Christiane/Bank, André. 2023. Disentangling Forced Migration Governance: Actors and Drivers along the Displacement Continuum. International Migration Review, 58:3, 1462–1488. https://doi.org/10.1177/01979183231165676 [open access]
- Fröhlich, Christiane, and Lea Müller-Funk. 2023. Mobility control as state-making in civil war: Forcing exit, selective return and strategic laissez-faire. Migration Politics 02 (001). https://doi.org/10.21468/MigPol.2.1.001 [open access]
- Rothe, Delf/Fröhlich, Christiane/Rodriguez Lopez, Miguel. 2020. Digital humanitarianism and the visual politics of the refugee camp – (un)seeing control. International Political Sociology 15(1), 41–62. https://doi.org/10.1093/ips/olaa021. [open access]
- Ide, Tobias/Rodriguez Lopez, Miguel/Fröhlich, Christiane/Scheffran, Jürgen. 2021. Pathways to water conflict during drought in the MENA region. Journal of Peace Research 58(3), 568–582. https://doi.org/10.1177/0022343320910777. [open access]
- Boas, Ingrid/Farbotko, Carol/Adams, Helen (…) Fröhlich, Christiane et al. 2019. Climate Migration Myths. Nature Climate Change 9(12), 901–903; doi:10.1038/s41558-019-0633-3, https://www.nature.com/articles/s41558-019-0633-3.
- Baldwin, Andrew/Fröhlich, Christiane/Rothe, Delf. 2019. From Climate Migration to Anthropocene Mobilities: Shifting the Debate. Mobilities 14(3), 289–297; https://doi.org/10.1080/17450101.2019.1620510 [open access]
- Cattaneo, Cristina/Beine, Michel/Fröhlich, Christiane/Kniveton, Dominic/Martinez-Zarzoso, Inmaculada/Mastrorillo, Marina/Millock, Katrin/Piguet, Etienne/Schraven, Benjamin. 2019. Human Migration in the Era of Climate Change. Review of Environmental Economics and Policy 13(2), 189–206; https://www.journals.uchicago.edu/doi/10.1093/reep/rez008.
- Fröhlich, Christiane. 2018. Flucht als Herausforderung neokolonialer Herrschaftsstrategien. Zeitschrift für Friedens- und Konfliktforschung, Special Issue De- und Postkoloniale Perspektiven in der Friedens- und Konfliktforschung, ed. by Cordula Dittmer, 99–124. [in German]
- Selby, Jan/Dahi, Omar/Fröhlich, Christiane/Hulme, Mike. 2017. Climate Change and the Syrian Civil War Revisited. Political Geography 60, 232–244; https://doi.org/10.1016/j.polgeo.2017.05.007. [open access]
- Selby, Jan/Dahi, Omar/Fröhlich, Christiane/Hulme, Mike. 2017. Climate Change and the Syrian Civil War Revisited. A Rejoinder. Political Geography 60, 253–255; https://doi.org/10.1016/j.polgeo.2017.08.001.
- Bank, André/Fröhlich, Christiane/Schneiker, Andrea. 2017. The Political Dynamics of Human Mobility: Migration out of, as and into Violence. Global Policy 8, Issue Supplement S1, 12–18; https://doi.org/10.1111/1758-5899.12384. [open access]
- Bank, André/Fröhlich, Christiane/Schneiker, Andrea. 2016. Migration aus der Gewalt, als Gewalt und in die Gewalt. Konzeptionelle Überlegungen zum Zusammenhang von menschlicher Mobilität und politischer Gewalt. Die Friedens-Warte – Journal of International Peace and Organization 91(1–2), 127–149.
- Fröhlich, Christiane. 2016. Climate Migrants as Protestors? Dispelling Misconceptions about Global Environmental Change in Pre-Revolutionary Syria. Contemporary Levant 1(1), 38–50; https://doi.org/10.1080/20581831.2016.1149355.
- Fröhlich, Christiane, and Michael Brzoska. 2016. Climate Change, Migration and Violent Conflict: Vulnerabilities, Pathways and Adaptation Strategies. Migration and Development 5(2), 190–210; https://doi.org/10.1080/21632324.2015.1022973.